# الهامس في الظلام
«الهامس في الظلام» (بالإنجليزية: The Whisperer in Darkness)‏ هي قصة قصيرة بقلم هوارد فيليبس لافكرافت. وكتبها بين فبراير وسبتمبر 1930، نشرت لأول مرة في مجلة حكايات غريبة عدد أغسطس 1931. وعلى غرار قصة «اللون من خارج الفضاء» (1927)، فهي مزيج من الرعب والخيال العلمي. ورغم أن القصة تحمل إشارات عديدة إلى حكايات كثولو ميثوس، فهي ليست جزءا أساسيا من الحكايات، ولكنها تعكس تحولا في كتابات لافكرافت في هذا الوقت نحو الخيال العلمي. أدخلت القصة أيضا مخلوقات مي غو، وهم عرق من المخلوقات الفطرية من خارج الأرض.